# Asfaltový důl
Asfaltový důl La Presta (francouzsky Mines d’asphalte de la Presa) je bývalý asfaltový důl ve Švýcarsku v údolí Val de Travers, mezi vesnicemi Couvet a Travers v kantonu Neuchâtel. Během let 1712–1986 se vytěžený asfalt vyvážel do celého světa. Od roku 1986 je zde muzeum.

## Poloha
Naleziště asfaltu se nachází asi 10 km severozápadně od Neuchâtelského jezera po obou stranách údolí Val de Travers, kterým protéká řeka Areuse. Hlavní sloj o tloušťce čtyři až šest metrů, místy až dvanáct metrů, byla pojmenována Bon banc. Nachází se v jihovýchodně uklonné formaci Schrattenkalk a je tvořena vápencem (CaCO3) s 12% obsahem bitumenu.

## Historie
Naleziště asfaltu v údolí Val de Travers bylo pravděpodobně známo již zemědělcům žijícím u Neuchâtelského jezera. Materiál se používal k tmelení kamenných seker do rohovinových a dřevěných objímek. Asfalt byl nalezen také poblíž Buttes v roce 1626.
Jediné významné naleziště přírodního asfaltu ve Švýcarsku objevil na začátku roku 1711 řecký lékař Eirini d’Eirinis, který se zajímal o geologii. V rokli jednoho z přítoků řeky Areuse v údolí Val de Travers nalezl vápenec nasáklý asfaltem. Požádal pruského krále, který v té době vládl Neuchâtelskému knížectví, o důlní práva, která mu byla udělena v roce 1712, ale komerční povrchová těžba povrchových ložisek začala až v létě 1713. Až do roku 1840 se těžilo na levé straně údolí u Bois-de-Croix. Po vyčerpání těchto ložisek se těžba přesunula na pravou stranu údolí v La Presta. Po vyčerpání ložisek dosažitelných povrchovou těžbou byla v roce 1867 zahájena hlubinná těžba na ploše 402 ha. Důl měl několik majitelů – v letech 1841 až 1846 byl ředitelem dolu podnikatel a výrobce čokolády Philippe Suchard. Pod jeho vedením se nejdůležitějším odvětvím podniku stala výroba litého asfaltu. V roce 1849 nechal basilejský inženýr Andrea Merian vyasfaltovat část silnice vedoucí údolím Val de Travers pomocí makadamu, který vyvinul skotský inženýr John Loudon McAdam. Důl byl v září 1873 uzavřen.
V září 1873 se důl stal majetkem společnosti Neuchâtel Asphalte Company Ltd. (NACO), kterou vlastnili britští investoři se sídlem v Londýně. Podobně jako v případě soli je vlastníkem nerostného bohatství kanton Neuchâtel, který za poplatek uděluje koncesi na těžbu. Za každou vytěženou tunu asfaltu musela těžební společnost zaplatit pět franků. V roce 1986 byl poplatek zvýšen na patnáct franků za tunu.
V roce 1886 byl důl napojen na železniční síť otevřením posledního úseku Chemin de fer régional du Val-de-Travers (později RVT), což umožnilo vývoz asfaltu. Od té doby v dole pracovali italští horníci společně s místními zemědělci.
Vrcholu těžby bylo dosaženo v roce 1913. V tomto roce bylo vytěženo 53 000 tun surového asfaltu. V té době byl důl nejen jedním z nejvýznamnějších asfaltových dolů v Evropě, ale i jedním z největších na světě, který dodával až pětinu celosvětové produkce asfaltu; důl zásoboval nejen evropská města, ale asfalt se dodával i do zámoří přes Marseille a Basilej. Asfalt z Val de Travers se nachází ve všech velkých světových městech, jako je Londýn, Berlín, Paříž nebo Petrohrad. Dokonce i na ulicích Copacabaně v Riu de Janeiru, v Dunedinu na Novém Zélandu, v Mexiku a v New Jersey byl asfalt z dolu Neuchâtel.
Vypuknutí první světové války způsobilo prudký pokles výroby, protože uzavřené hranice znemožnily vývoz. Bylo vytěženo pouze 6 200 t. Po válce se výroba zvýšila. V roce 1920 bylo v dole vyhloubeno již 42,7 km cest a štol. Světová hospodářská krize způsobila v roce 1929 další pokles těžby, stejně jako druhá světová válka. Teprve po skončení války se exportní trh mohl znovu rozvíjet, ale v roce 1967 se prakticky zastavil, protože přírodní asfalt byl nahrazen technicky vyráběným asfaltem. Asfaltový beton se dal levně vyrábět v obalovnách, které míchají mletou horninu s asfaltem, odpadním produktem z rafinace ropy.
V roce 1969 společnost NACO převzala britská silniční stavební skupina Tarmac, která od roku 2013 patří společnosti Lafarge. Od roku 1976 se těžba prováděla pouze v plně mechanizovaném ložisku Simplon. V roce 1983 byla vypnuta důlní čerpadla systému čerpání důlních vod, takže voda vystoupala do výšky 725 m n. m. a zaplavila asi 80 % důlních děl; v provozu zůstaly pouze části dvou horních pater v západní oblasti. V roce 1984 se společnost NACO stala společností Neuchâtel Asphalte SA. Na začátku roku 1986 bylo zjištěno, že vytěžené vrstvy jsou stále nepravidelnější a jejich kvalita se rychle mění. Výsledný produkt vznikal smícháním dvou druhů hornin, z nichž jeden byl již těžko dostupný, zejména proto, že místo jeho těžby se nacházelo v pásmu nízkého nadloží v blízkosti starých štol, což ho činilo nestabilním. Těžba byla proto koncem prosince 1986 z důvodu vyčerpání ložisek zastavena a v červenci 1987 byl důl uzavřen.
V červenci 1987 byl jako ukázkový důl zpřístupněn veřejnosti. Ročně jej navštíví přibližně 22 000 návštěvníků. V části důlního areálu Simplon byla zřízena turistická prohlídková trasa. Návštěvnická restaurace nabízí šunku připravenou v horkém asfaltu. Až do 60. let 20. století to byl tradiční pokrm, který se podával horníkům 4. prosince, v den památky Barbory Nikomedijské, patronky horníků. Každý rok turisté snědí pět tun takto připravené šunky.
Dne 21. září 2016 byl na řece Westerschelde uveden do provozu tanker na asfalt s názvem Lapresta.

## Technologie dobývání
Podzemní dílo se skládalo ze šesti pater a bylo rozděleno na jižní a východní sekci a novější západní sekci Simplon. Štoly a chodby byly raženy odstřelem a dosáhly celkové délky přes 100 km. Nadloží dosahuje asi 150 m. Důl byl zpočátku budován ze dřeva (dřevěné pažení), od roku 1967 byly využívány ocelové svorníky (skalní kotvy). Větrání zajišťovaly dva ventilátory vedle vchodu do hlavní štoly. Vlhkost v dole se pohybovala v rozmezí 80 až 90 % a teplota byla konstantních osm stupňů. Největším nebezpečím v dole byl průnik vody. Na konci roku 1960 musel odvodňovací systém denně odčerpat 18 600 m³ důlní vody pomocí šesti čerpadel. Na každou tunu vytěženého asfaltu bylo třeba odčerpat 400 m³ důlní vody.
Horníci pracovali v akordu. Každý horník musel denně naplnit jedenáct nákladních vozů, což odpovídalo asi 5,5 t horniny, kterou bylo třeba do vozů ručně naházet. Až do roku 1973 se k tahání nákladních vozů používali důlní koně, kteří z hlavní štoly, která vedla mírně z kopce, tahali soupravy po osmi vozech. Stáje byly umístěny na povrchu. Poslední kůň opustil důl v roce 1973 Od roku 1971 se používaly také lokomotivy. Jižní část byla uzavřena v roce 1974 po sesuvech půdy a vniknutí vody. Východ byl uzavřen v roce 1976.
Od roku 1971 byla oblast Simplon plně mechanizována. K přepravě materiálu se používal mobilní nakladač německého výrobce a důlní nákladní automobil Renault.

## Využití

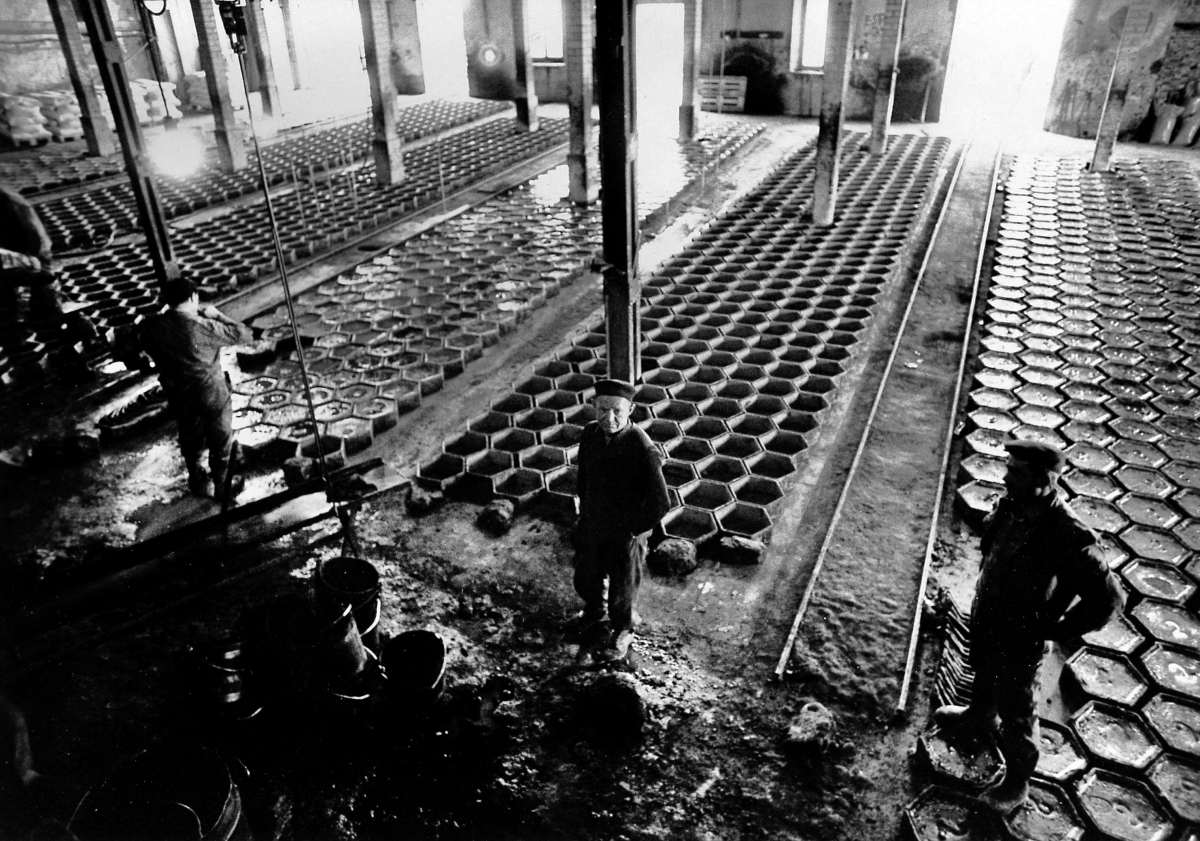
Odlévání asfaltu do šestihranných forem, příprava k expedici.

Na počátku se využívalo antibakteriálních účinků asfaltu v lékařství k přípravě mastí. Později byl používán k těsnění studní, fontán a trupů lodí. Až později byl použiván k úpravě silničního povrchu jako litý asfalt. Úpravu propagoval výrobce čokolády Philippe Suchard na svých obchodních cestách do zahraničí, který používal litý asfalt jako tmel na střechu své továrny a jako povrch na cestách ve vinicích. Vytěžené vápencové bloky se rozdrtily a zahřály na 220 °C aby se z nich získal asfalt. Stále tekutá surovina se v hale východně od ústí do podzemí se nalila do šestihranných bloků o hmotnosti 25 kg a připravila se k expedici. Pro zpracování na vozovku stačilo bloky na staveništi zahřát na 160 °C v mobilní peci, aby se asfalt opět roztavil a mohl být zpracován. Od 1970 se objevily asfaltové obalovny, které mohly zpracovávat přímo asfaltový prach.

## Muzeum
Muzeum bylo otevřeno v roce 1986 štolou o délce jednoho kilometru. V expozici jsou plány dolu a dokumenty, které osvětlují činnost dolu. K vidění je nářadí, které se požívalo při těžbě asfaltu jako krumpáč, rýč, lopata s dlouhou násadou, sekera atd., vozíky naložené kameny. Během prohlídky je vysvětleno jak byly pracoviště v dole zabezpečeny výdřevou a od roku 1960 kotevními svorníky. Je možné ochutnat šunku vařenou na asfaltu, což je typický pokrm ve Val-de-Travers.